# Marko Japundžić
Marko Japundžić (Drenovci, 10. veljače 1914. – Zagreb, 6. veljače 2000.), bio je svećenik, bogoslov, filolog, arhivist, arheolog, slavist i paleograf. Pripadao je redu franjevaca trećoredaca glagoljaša. Jedan je od najboljih znalaca glagoljice u Hrvata. Pristaša je teorije o predćirilometodskom podrijetlu glagoljice.

## Životopis
Marko Japundžić rođen je u Drenovcima 1914. godine. Osnovno školovanje je imao u rodnim Drenovcima. Srednju školu je pohađao u Brčkom, Vinkovcima, Zagrebu i Krku. Studirao je bogoslovlje u Zagrebu, a pred Drugi svjetski rat je upisao i drugi studij, slavistike na Filozofskom fakultetu u Zagrebu.
Poslijediplomski studij obavio je u Rimu na Papinskom orijentalnom institutu koji je započeo 1951. godine. Godine 1955. na Papinskom orijentalnom institutu doktorirao je na nadbiskupu Mati Karamanu s tezom Matteo Karaman. Vita attivita missionaria e redazione del messale glagolitico. U Rimu je studirao arheologiju na Papinskom arheološkom institutu te položio za arhivista i paleografa.
Radio je na Radio Vatikanu, pripremao je Drugi vatikanski koncil, a poslije je bio u povjerenstvima za istočne crkve i obnovu liturgijskih knjiga ukrajinskih katolika. Kad se vratio u Zagreb, bio je vijećnikom u Odjelu za hrvatski glagolizam zagrebačkog Katoličkog bogoslovnog fakulteta. 1980-ih je pristupio i Braći hrvatskog zmaja.
Do smrti je živio u samostanu sv. Franje Asiškoga u Odri.

## Djela
Nepotpun popis:
- Matteo Karaman (1700–1771): archivescovo di Zara, Pontificium Institutum Orientalium Studiorum, Rim, 1961.
- Koji je bio predložak najstarijeg glagoljskog misala?, Knjižnica Hrvatske revije, München-Barcelona, 1976. (posebni otisak iz knjige Jubilarni zbornik "Hrvatska revija". 1951–1975.)
- Opis na slavjanskite rukopisi vav Vatikanskata biblioteka. Catalogo dei manoscritti slavi della Biblioteca Vaticana, Svjat, Sofija, 1985. (suautori Aksinija Džurova i Kasimir Stančev)
- Tragom hrvatskog glagolizma, Novaja i vethaja, knj. 5, Provincijalat franjevaca trećeredaca-Kršćanska sadašnjost, Zagreb, 1995.
- Hrvatska glagoljica, Hrvatska uzdanica, Zagreb, 1998.

## Vanjske poveznice
- Franjevci trećoredci glagoljaši  Arhivirana inačica izvorne stranice od 16. rujna 2014. (Wayback Machine) Samostan sv. Franje u Odri, posljednje Japundžićevo boravište
- In Memoriam. Marko Japundžić Hrašće: časopis za književnost umjetnost kulturu i povijest, str. 23. – 28., sv. 5, br. 19, god. 2000.